# Morgan (film, 1966)
Ne doit pas être confondu avec Morgan (film, 2016).
Pour l’article homonyme, voir Morgan.
Pour plus de détails, voir Fiche technique et Distribution.
Morgan (Morgan: A Suitable Case for Treatment ; littéralement, « Morgan, un cas qu'il faut traiter ») est un film britannique réalisé par Karel Reisz, sorti en 1966.

## Synopsis
Morgan Delt est un artiste de gauche irresponsable dont les parents communistes sont propriétaires d'une gargote à Londres. De son propre aveu, il est un rêveur impénitent, mais son côté fantaisiste cache mal sa volonté de trouver là refuge contre les dures réalités de son existence. Son comportement extravagant précipite bientôt son divorce, lui vaut des ennuis avec la police et, finalement, lui fait subir une incarcération dans un asile d'aliénés.

## Fiche technique
- Titre : Morgan
- Titre original : Morgan: A Suitable Case for Treatment
- Réalisation : Karel Reisz, assisté de Stephen Frears
- Scénario : David Mercer
- Musique : John Dankworth
- Photographie : Larry Pizer (de)
- Cadreur : Ronnie Taylor
- Montage : Tom Priestley, Victor Procter et Jack Harris
- Costumes : Jocelyn Rickards (en)
- Production : Leon Clore
- Sociétés de production : British Lion Film Corporation, Quintra
- Pays d'origine :  Royaume-Uni
- Format : Noir et blanc - Mono
- Genre : Comédie dramatique
- Durée : 97 minutes
- Date de sortie : Royaume-Uni, 1966

## Distribution
- David Warner : Morgan Delt
- Vanessa Redgrave : Leonie Delt
- Robert Stephens : Charles Napier
- Bernard Bresslaw : Policier
- Graham Crowden : l'avocat-conseil
- Irene Handl : Mrs. Delt
- Arthur Mullard (en) : Wally
- Peter Collingwood (en) : Geoffrey
- John Garrie (en) : Tipstatt
- John Rae (en) : le juge
- Newton Blick : Mr. Henderson
- Nan Munro : Mrs. Henderson

## Autour du film
- Stephen Frears fut assistant-réalisateur sur ce film.

## Critique
Pierre Billard dans L'Express parle d'« Une satire qui manque d'efficacité, mais non sans humour ».

## Distinctions
- Prix d'interprétation féminine pour Vanessa Redgrave au Festival de Cannes 1966
- Meilleur scénario britannique pour David Mercer et Meilleur montage pour Tom Priestley à la 20e cérémonie des British Academy Film Awards
- Prix spécial pour Karel Reisz au Festival international du film de Locarno 2003
- Deux nominations à la 39e cérémonie des Oscars : Meilleure actrice pour Vanessa Redgrave et Meilleurs costumes de films en noir et blanc pour Jocelyn Rickards